# Eugène Thirion
 (mars 2015).
Si vous disposez d'ouvrages ou d'articles de référence ou si vous connaissez des sites web de qualité traitant du thème abordé ici, merci de compléter l'article en donnant les références utiles à sa vérifiabilité et en les liant à la section « Notes et références ».
Eugène-Romain Thirion, né à Paris le 19 mai 1839 et mort dans la même ville le 18 janvier 1910, est un peintre français. 

## Biographie

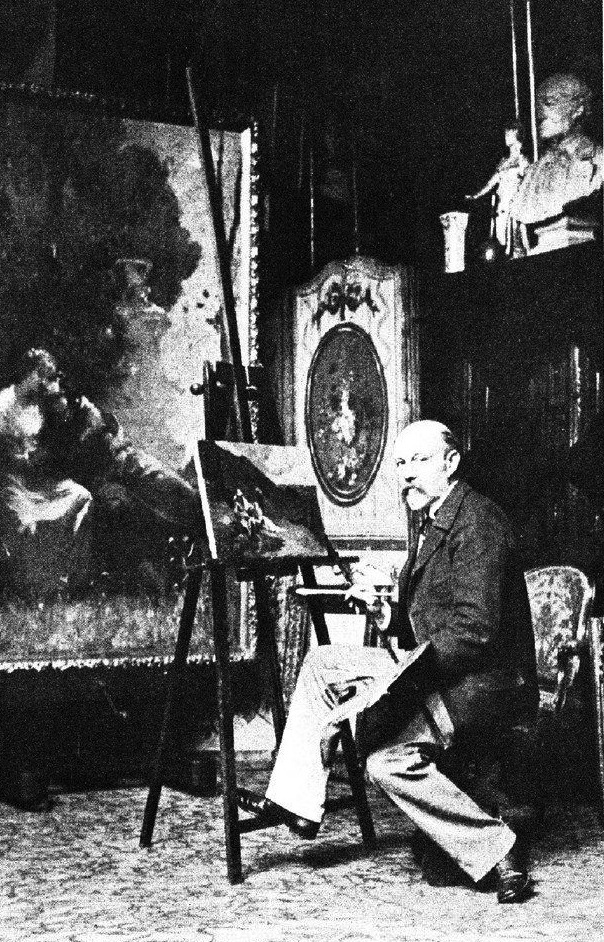
Eugène Thirion dans son atelier, vers 1890-1900.

Eugène Thirion entre dans l'atelier de François-Édouard Picot dès 1857. En 1860, il est admis à l'École des beaux-arts de Paris dans les ateliers de Picot, d'Alexandre Cabanel et de Charles Gleyre dans le genre du paysage. Il concourt au prix de Rome du paysage historique en 1861 avec Mercure et Argus. Il tente une première fois de remporter le prix de Rome de peinture d'Histoire en 1862 avec Véturie aux pieds de Coriolan, et participe de nouveau au concours l'année suivante avec Joseph se fait reconnaître par ses frères, sans succès. Une nouvelle fois candidat en 1864, il obtient un second grand prix avec Homère dans l'île de Scyros (Tournus, musée Greuze), aux côtés d'Alexandre-Louis Leloir, tandis que le premier grand prix est attribué à Diogène Maillart.
Il entame une carrière prolifique dans la peinture d'Histoire et la peinture décorative. Dès les années 1860, il fait partie de l'équipe d 'artistes chargés de décorer l'hôtel de la marquise de la Païva sur l'avenue des Champs-Élysées à Paris : il peint le plafond du salon des Griffons de figures allégoriques représentant Les quatre Parties du monde et, au centre, une Flore. Au Salon de 1867, il présente un grand tableau illustrant Persée vainqueur de Méduse (réduction à musée d'art et d'archéologie de Senlis), et expose au Salon de 1876 son œuvre la plus célèbre, Jeanne d'Arc écoutant ses voix (Chatou, église Notre-Dame).
Il participe dans les années 1870 aux décors peints de l'Opéra de Paris, réalisant les allégories des mois de Juillet  et d’Août sur le mur est de la galerie du Glacier, aux côtés d'œuvres de Georges Clairin, Ulysse Butin, Ernest Ange Duez et Nicolas-Félix Escalier. En 1880, il remporte le concours pour le décor du plafond de l'escalier d'honneur de la mairie du 12e arrondissement de Paris et exécute une grande composition décorative évoquant Les Industries du 12e arrondissement, l'Instruction et l'Assistance publique. 
Vers 1893, il peint la figure de L'Histoire pour le salon des Lettres du nouvel hôtel de ville de Paris. En 1898, il reçoit la commande d'une composition décorative pour orner la galerie des Professeurs à la nouvelle Sorbonne. En 1902, il décore la salle des mariages du nouvel hôtel de ville de Tours avec trois compositions monumentales évoquant les activités de Tours et les personnalités historiques de la région.

## Œuvres d'Eugène Thirion
| Peinture | Titre                                                                         | Date          | Dimensions       | Notes | Lieu de conservation                      |
| -------- | ----------------------------------------------------------------------------- | ------------- | ---------------- | --- | ----------------------------------------- |
|          | La Mort de sainte Marie l'Égyptienne                                          | 1863          |                  | | Musée d'Art et d'Histoire de Lisieux      |
|          | Homère dans l'île de Scyros                                                   | 1864          | 114,6 x 147 cm   | Second grand prix de Rome en 1864. | Tournus, musée Greuze                     |
|          | Saint Sylvain, martyr                                                         | 1864          |                  | | Tours, musée des Beaux-Arts de Tours      |
|          | L'Europe                                                                      |               |                  | Médaillon du salon des Griffons. | Paris, Hôtel de la Païva                  |
|          | L'Afrique                                                                     |               |                  | Médaillon du salon des Griffons. | Paris, Hôtel de la Païva                  |
|          | L'Amérique                                                                    |               |                  | Médaillon du salon des Griffons. | Paris, Hôtel de la Païva                  |
|          | L'Asie                                                                        |               |                  | Médaillon du salon des Griffons. | Paris, Hôtel de la Païva                  |
|          | Flore                                                                         |               |                  | Composition centrale du plafond du salon des Griffons. | Paris, Hôtel de la Païva                  |
|          | Le Lévite d'Ephraïm maudissant la ville de Gabaa                              | 1865          |                  | | Perpignan, musée Hyacinthe Rigaud         |
|          | Saint Vincent martyr                                                          | 1866          | 216 x 312 cm     | | Musée des beaux-arts de Bordeaux          |
|          | Persée vainqueur de Méduse                                                    | Salon de 1867 | 240 x 135 cm     | | Collection particulière[réf. nécessaire]  |
|          | Persée vainqueur de Méduse (réduction)                                        | 1867          | 100 x 58,5 cm    | | Musée d'art et d'archéologie de Senlis    |
|          | Saint Paul, premier ermite, et saint Antoine                                  | 1868          | 228 x 297 cm     | | Paris, musée d'Orsay                      |
|          | Saint Séverin distribuant les aumônes                                         | 1869          | 278 x 188 cm     | Œuvre détruite en 1944. | Musée des beaux-arts de Caen              |
|          | La Sainte Famille                                                             | 1870-1873     |                  | Commandé en 1870 pour la chapelle Saint-Joseph à l'église de la Trinité de Paris. | Paris, église de la Sainte-Trinité        |
|          | Le Songe de saint Joseph                                                      | 1870-1873     |                  | Commandé en 1870 pour la chapelle Saint-Joseph à l'église de la Trinité de Paris. | Paris, église de la Sainte-Trinité        |
|          | Épisode de l'éruption du Vésuve[réf. nécessaire]                              | 1872          |                  | | Localisation inconnue[réf. nécessaire]    |
|          | Judith victorieuse                                                            | 1873          | 205 x 122 cm     | | Musée des beaux-arts de Tours             |
|          | Rebecca à la fontaine                                                         | 1874          | 160 x 120 cm     | | Musée des beaux-arts de Carcassonne       |
|          | Saint Sébastien martyr                                                        | Vers 1875     | 301 x 203 cm     | | Paris, musée d'Orsay                      |
|          | Jeanne d'Arc écoutant ses voix (esquisse)[réf. nécessaire]                    | 1876          |                  | | Collection Changeux[réf. nécessaire]      |
|          | Jeanne d'Arc écoutant ses voix                                                | 1876          | 225 x 163 cm     | | église Notre-Dame de Chatou               |
|          | Jeanne d'Arc écoutant ses voix (autre version)                                | 1876          |                  | | Musée des beaux-arts de Rouen             |
|          | Juillet                                                                       |               |                  | Décor du mur Est de la Galerie du Glacier. | Paris, Opéra Garnier                      |
|          | Août                                                                          |               |                  | Décor du mur Est de la Galerie du Glacier. | Paris, Opéra Garnier                      |
|          | Les Industries du XIIe arrondissement, l'Instruction et l'Assistance publique | 1880-1881     |                  | Décor du plafond de l'escalier d'honneur. | Mairie du 12e arrondissement de Paris     |
|          | L'Épave du Vengeur (esquisse)[réf. nécessaire]                                | 1883          | 27 x 36 cm       | | Collection particulière[réf. nécessaire]  |
|          | L'Épave du Vengeur                                                            | 1883          | 140 x 245 cm     | Œuvre détruite dans l'incendie du musée en 1915. | Musée des beaux-arts d'Arras              |
|          | Moïse sauvé des eaux                                                          | Vers 1885     | 105 x 230 cm     | | Rome, Ambassade de France, Palais Farnèse |
|          | Les Nuits de Musset                                                           | 1887\|        |                  | Amiens, musée de Picardie |                                           |
|          | L'Amour et Psyché                                                             | Vers 1889     | 250 x 159 cm     | | Musée des beaux-arts de Nantes            |
|          | L'Histoire                                                                    | 1893          |                  | Décor du Salon des Lettres. | Hôtel de ville de Paris                   |
|          | La France armée protégeant la Paix (esquisse)                                 | 1895          | 39 x 28 cm       | Esquisse pour une allégorie destinée au ministère de la Guerre. | Montauban, musée Ingres                   |
|          | La Force protégeant le Droit (esquisse)                                       | 1895          | 39 x 28 cm       | Esquisse pour une allégorie destinée au ministère de la Guerre. | Montauban, musée Ingres                   |
|          | Paysage antique                                                               | 1898-1900     | 400 x 300 cm     | Composition pour le mur de la galerie des Professeurs. | Paris, Université de la Sorbonne          |
|          | Œdipe et Antigone sur le chemin de Thèbes                                     | 1899          | 133,3 x 195,6 cm | | Musée des beaux-arts de Rouen             |
|          | Le Sommeil de l'Enfant Jésus                                                  | 1900-1903     | 131 x 82 cm      | Cette huile sur toile présente l’iconographie traditionnelle du Sommeil de l’Enfant Jésus, sans que nous puissions voir si Thirion a placé l’événement lors de la fuite en Égypte. Ce tableau est daté de 1900-1903. Il a été exposé au Salon de 1903 et figure à l’exposition rétrospective de ses œuvres en 1910, organisée à la suite de son décès. Cette œuvre figure dans la liste des objets inscrits aux Monuments Historiques. | Moret-sur-Loing, église Notre-Dame        |
|          | La Céramique                                                                  | 1902          | 320 x 286 cm     | Décor de la Salle des mariages. | Tours, hôtel de ville                     |
|          | L'Imprimerie                                                                  | 1902          | 320 x 286 cm     | Décor de la Salle des mariages. | Tours, hôtel de ville                     |
|          | Les Hommes célèbres de Touraine                                               | 1902          | 410 x 428 cm     | Décor de la Salle des mariages. | Tours, hôtel de ville                     |
|          | Une quarantaine au château d'If                                               | 1904          | 98 x 130 cm      | | Musée des beaux-arts de Rennes            |
|          | Portrait de Louis Martin                                                      | 1905          | 103,5 x 86 cm    | | Le Puy, musée Crozatier                   |
|          | L'Enlèvement de Déjanire                                                      | 1905          | 230 x 193 cm     | | Paris, musée d'Orsay                      |
|          | Réunion du conseil municipal de Bourron-Marlotte (esquisse)                   | 1909          | 54 x 74 cm       | | Château-Musée de Nemours                  |
|          | Triomphe de la foi, martyrs chrétiens au temps de Néron en 65                 | Non daté      | 89 x 146 cm      | | Collection particulière                   |
|          | Héro attendant Léandre                                                        | Non daté      | 131 x 83 cm      | | Le Mans, musée de Tessé                   |
|          | Le Tambour de village                                                         | Non daté      | 132,5 x 85 cm    | | Musée des beaux-arts de Beaune            |
|          | Un fondouk à Biskra                                                           | Non daté      | 71,5 x 107 cm    | | Musée des beaux-arts de Rennes            |

## Élèves
- Henri Marret (1878-1964)
- Louis Payret-Dortail

## Prix Eugène-Thirion
Prix annuel de deux mille cent cinquante francs, fondé par Mme Gabrielle-Juliette Thirion, en souvenir de son mari et de son fils Jean, en faveur d'un jeune artiste, peintre de figures, âgé de moins de trente-cinq ans, travailleur intéressant par sa conduite et ses ressources modestes. Ce prix pourra être décerné deux ou trois fois de suite au même artiste.
Liste non exhaustive :
- 1920 : Paul Élie Dubois
- 1921 : Robert La Montagne Saint-Hubert
- 1922 : Sébastien Laurent
- 1923 : Marco de Gastyne
- 1924 : Jean Désiré Bascoulès
- 1925 : André Lagrange
- 1926 : Charles Perron
- 1927 : Albert Hippolyte Abou (1)
- 1928 : Constant Cléty
- 1929 : Lucienne Leroux
- 1930 : Charles Ventrillon-Horber
- 1931 : Albert Dequène
- 1932 : André Charigny
- 1933 : Léon Raffin
- 1934 : Antoine Martinez
- 1935 : Roger Debat
- 1936 : Daniel Deparis
- 1937 : Henri Sergent
- 1938 : Albert Hippolyte Abou (2)
- 1939 : Séverin de Rigné
- 1941 : Jean Even
- 1942 : Pierre Jouffroy
- 1943 : André Sieffert (d)
- 1944 : José Fabri-Canti